# Пуро-Можга
Пуро-Можга — деревня, расположенная в Малопургинском районе Удмуртской Республики, Российская Федерация. Входит в муниципальное образование Бурановское в соответствии с Законом УР от 14 июля 2005 г. N 47-РЗ «Об установлении границ муниципальных образований и наделении соответствующим статусом муниципальных образований на территории Малопургинского района Удмуртской Республики»
Население деревни насчитывает на 1 января 2011 года 389 человек.
Через деревню Пуро-Можга проходит автобусное сообщение городов Ижевск и Сарапул с остановкой в этом населенном пункте.

## Основные улицы
- Улица Зелёная
- Улица Куреговская
  - Переулок Куреговский
- Улица Мельничная
- Улица Набережная
- Улица Северная
- Улица Трактовая
  - Переулок Трактовый
- Улица Школьная
  - Переулок Школьный